# Nora Stanton Barney
Nora Stanton Barney (Basingstoke, 30 de setembre de 1883-Greenwich, 18 de gener de 1971) va ser una enginyera, arquitecta i sufragista d'origen britànic. Va ser neta de la també sufragista Elizabeth Cady Stanton.